# Sin Joon-sik
Sin Joon-sik (kor. 신준식; ur. 13 stycznia 1980) – południowokoreański zawodnik taekwondo, wicemistrz olimpijski z Sydney (2000), mistrz Azji (2002).
W 2000 roku wystąpił na igrzyskach olimpijskich w Sydney. W kategorii do 68 kg zdobył srebrny medal olimpijski (w pojedynku finałowym przegrał ze Stevenem Lópezem). W 2002 roku zdobył złoty medal mistrzostw Azji w kategorii wagowej do 72 kg.